# Chrysobothris
Chrysobothris är ett släkte av skalbaggar som beskrevs av Johann Friedrich von Eschscholtz 1829. Chrysobothris ingår i familjen praktbaggar.

## Bildgalleri

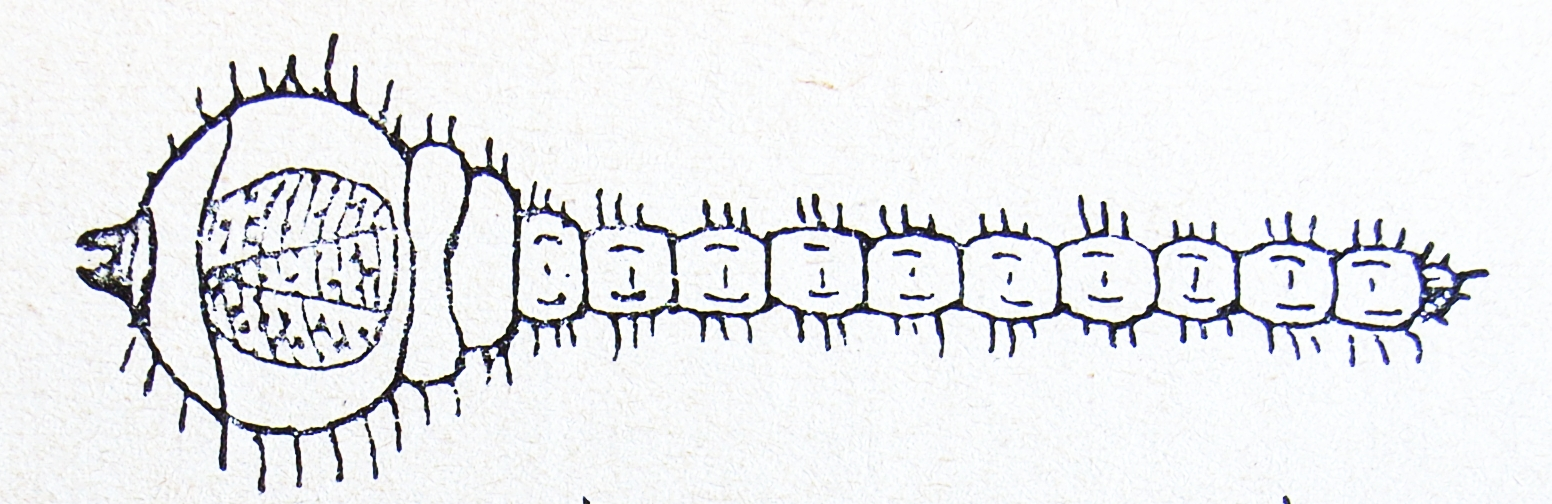
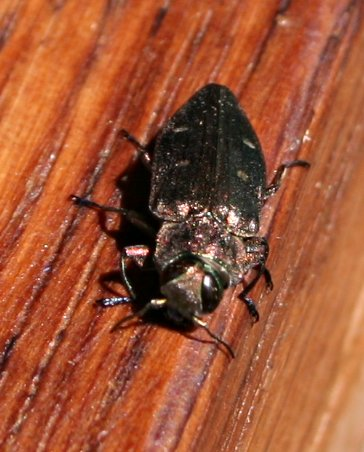
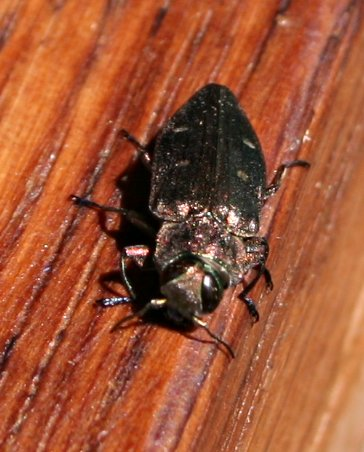
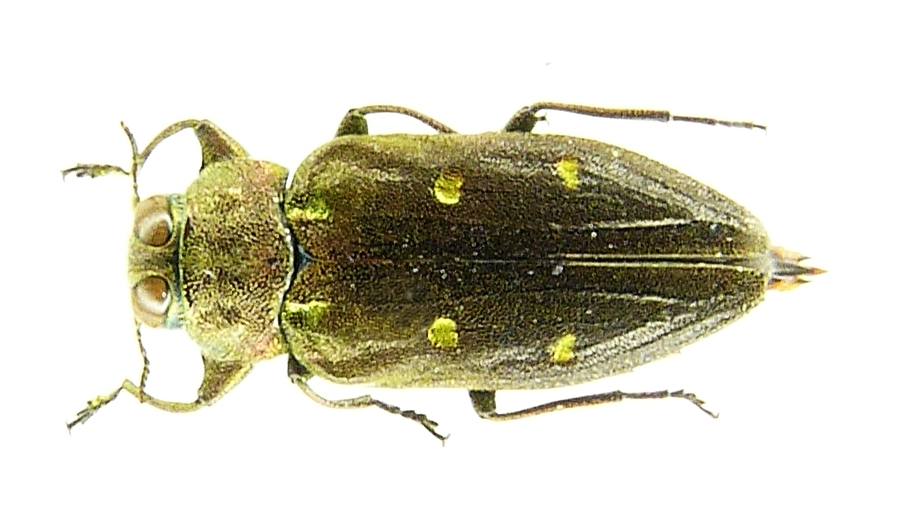
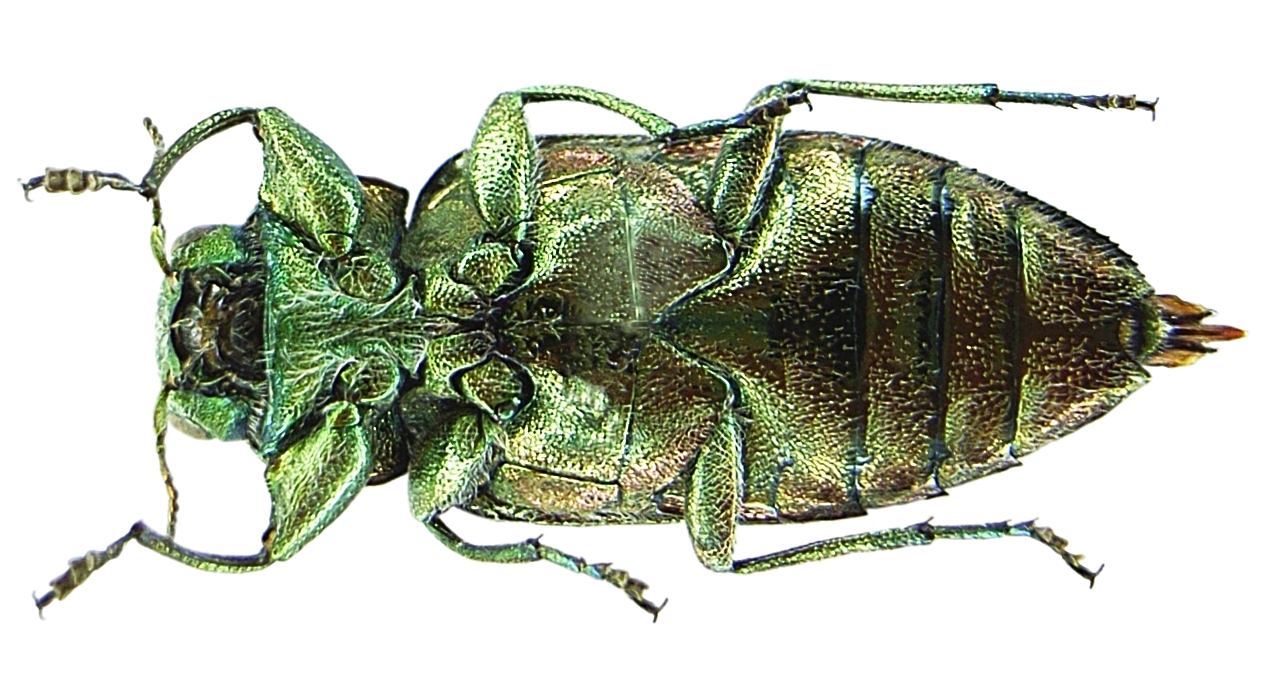
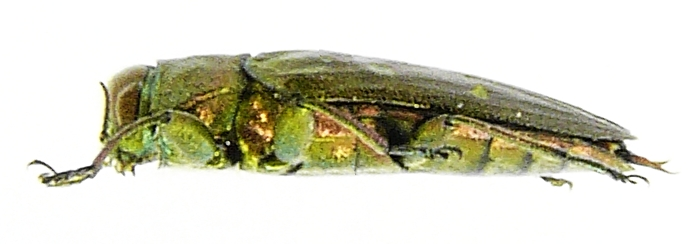

## Dottertaxa tillChrysobothris, i alfabetisk ordning[1][2]
- Chrysobothris acaciae
- Chrysobothris acutipennis
- Chrysobothris adelpha
- Chrysobothris aeneola
- Chrysobothris affinis
- Chrysobothris analis
- Chrysobothris arizonica
- Chrysobothris atriplexae
- Chrysobothris axillaris
- Chrysobothris azurea
- Chrysobothris bacchari
- Chrysobothris barri
- Chrysobothris basalis
- Chrysobothris beameri
- Chrysobothris beyeri
- Chrysobothris bicolor
- Chrysobothris bimarginicollis
- Chrysobothris bisinuata
- Chrysobothris bispinosa
- Chrysobothris boharti
- Chrysobothris breviloba
- Chrysobothris breviloboides
- Chrysobothris caddo
- Chrysobothris californica
- Chrysobothris carinipennis
- Chrysobothris carmelita
- Chrysobothris caurina
- Chrysobothris chalcophoroides
- Chrysobothris chamberliniana
- Chrysobothris chiricahuae
- Chrysobothris chlorocephala
- Chrysobothris chrysoela
- Chrysobothris chrysostigma
- Chrysobothris comanche
- Chrysobothris convexa
- Chrysobothris costifrons
- Chrysobothris crandalli
- Chrysobothris cribraria
- Chrysobothris culbersoniana
- Chrysobothris cuprascens
- Chrysobothris cupressicona
- Chrysobothris cyanella
- Chrysobothris debilis
- Chrysobothris dentipes
- Chrysobothris deserta
- Chrysobothris distincta
- Chrysobothris dolata
- Chrysobothris dudleyaphaga
- Chrysobothris edwardsii
- Chrysobothris ephedrae
- Chrysobothris eriogoni
- Chrysobothris exesa
- Chrysobothris falli
- Chrysobothris femorata
- Chrysobothris fiskei
- Chrysobothris fragariae
- Chrysobothris gemmata
- Chrysobothris grindeliae
- Chrysobothris harrisi
- Chrysobothris helferi
- Chrysobothris hidalgoensis
- Chrysobothris horningi
- Chrysobothris hubbardi
- Chrysobothris humilis
- Chrysobothris idahoensis
- Chrysobothris ignicollis
- Chrysobothris indica
- Chrysobothris iris
- Chrysobothris kelloggi
- Chrysobothris knulli
- Chrysobothris laricis
- Chrysobothris lateralis
- Chrysobothris leechi
- Chrysobothris libonoti
- Chrysobothris lilaceous
- Chrysobothris lineatipennis
- Chrysobothris lixa
- Chrysobothris lucana
- Chrysobothris ludificata
- Chrysobothris mali
- Chrysobothris merkelii
- Chrysobothris mescalero
- Chrysobothris micromorpha
- Chrysobothris monticola
- Chrysobothris nelsoni
- Chrysobothris neopusilla
- Chrysobothris neotexana
- Chrysobothris nixa
- Chrysobothris octocola
- Chrysobothris oregona
- Chrysobothris orono
- Chrysobothris paragrindeliae
- Chrysobothris parapiuta
- Chrysobothris peninsularis
- Chrysobothris piuta
- Chrysobothris potentillae
- Chrysobothris prasina
- Chrysobothris pseudacutipennis
- Chrysobothris pseudotsugae
- Chrysobothris pubilineata
- Chrysobothris purpurata
- Chrysobothris purpureoplagiata
- Chrysobothris purpureovittata
- Chrysobothris purpurifrons
- Chrysobothris pusilla
- Chrysobothris quadriimpresa
- Chrysobothris quadrilineata
- Chrysobothris roguensis
- Chrysobothris rossi
- Chrysobothris rotundicollis
- Chrysobothris rugosiceps
- Chrysobothris scabripennis
- Chrysobothris schaefferi
- Chrysobothris schistomorion
- Chrysobothris scitula
- Chrysobothris seminole
- Chrysobothris semisculpta
- Chrysobothris serripes
- Chrysobothris sexfasciata
- Chrysobothris sexsignata
- Chrysobothris shawnee
- Chrysobothris sloicola
- Chrysobothris smaragdula
- Chrysobothris socialis
- Chrysobothris speculifer
- Chrysobothris subcylindrica
- Chrysobothris subopaca
- Chrysobothris sylvania
- Chrysobothris texana
- Chrysobothris tranquebarica
- Chrysobothris trinervia
- Chrysobothris ventralis
- Chrysobothris verdigripennis
- Chrysobothris westcotti
- Chrysobothris wickhami
- Chrysobothris wintu
- Chrysobothris viridiceps
- Chrysobothris viridicyanea
- Chrysobothris vivida
- Chrysobothris woodgatei
- Chrysobothris vulcanica